# 우치야마 도시히코 (1989년)
우치야마 도시히코(일본어: 内山 俊彦, 1989년 4월 29일 ~ )는 일본의 축구 선수이다.

## 구단 경력
과거 후쿠시마 유나이티드 FC에서 활동하였다.